# Buriasco
Buriasco és un comune (municipi) de la ciutat metropolitana de Torí, a la regió italiana del Piemont, situat a uns 30 quilòmetres al sud-oest de Torí. A 1 de gener de 2019 la seva població era de 1.351 habitants.
Buriasco limita amb els següents municipis: Pinerolo, Scalenghe, Cercenasco, Macello i Vigone.